# Jakob Roggeveen
Jakob Roggeveen (Middelburg, Hollandia, 1659. február 1. – Middelburg, 1729. január 31.) holland tengerész és felfedező. A Holland Nyugat-indiai Társaság egyetlen nagy expedíciójának vezetője.

## Fiatalkora
Middelburgban született 1659. február 1-jén. Édesanyja Maria Storm, édesapja Arend Roggeveen matematikus volt. 1630 márciusában Middelburg jegyzője lett. 1690-ben doktorált a harderwijki egyetemen, mint orvos. Feleségül vette Marija Margaerita Vincentiust, de ő 1694 októberében meghalt. 1706-ban csatlakozott a Holland Kelet-indiai Társasághoz, és kinevezése miatt a mai Jakartában kellett dolgoznia. Feleségül vette Anna Adriana Clement, de ő is meghalt nem sokkal az esküvőjük után. 1714-ben visszatért Middelburgba, egyedül.

## Tengerész évei

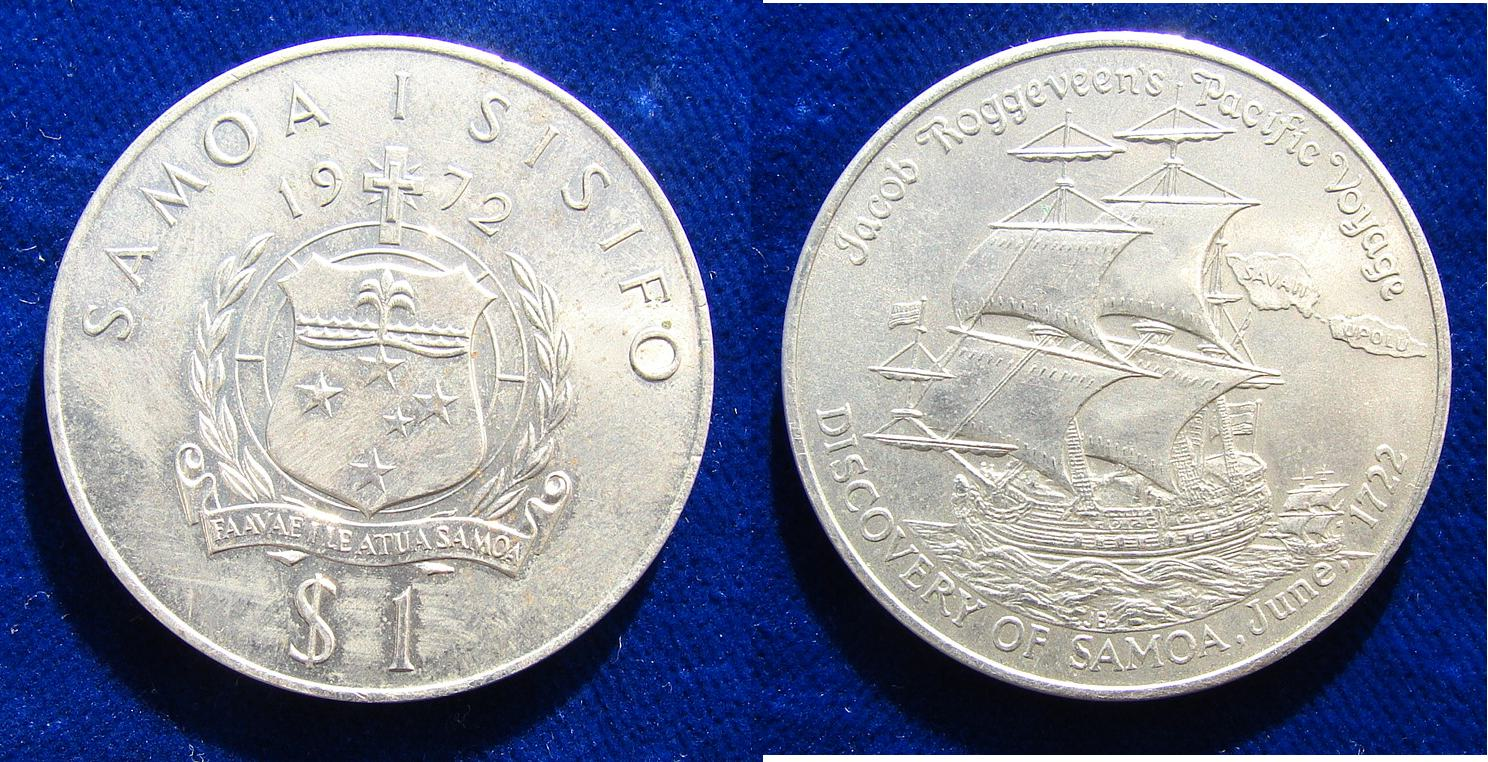
Szamoán kiadott pénzérme a tiszteletére.

1721-23 között azt a feladatot kapta, hogy kutassa a déli kontinenst. Három hajóval indult útnak. A Horn-fok megkerülése után 1722 áprilisában, Húsvét első napján fedezte fel azt a szigetet, amit Húsvét-szigetnek nevezett el. Ő volt az első európai, aki megpillanthatta a hatalmas moai szobrokat. Továbbhaladva felfedezte a Tuamotu-szigeteket, Szamoát, Bora Borát, a Társaság-szigeteket és Maupitit. Azután megkerülte Új-Guineát és kikötött Batáviában (Jakarta egykori neve).